# Vauquois
Vauquois è un comune francese di 21 abitanti situato nel dipartimento della Mosa nella regione del Grand Est.

## Storia

### Simboli
Il comune ha adottato lo stemma l'8 aprile 2017.
Gli elmi romani ricordano l'antico campo gallo-romano di Allieux, situato sulla collina di Vauquois. L'immagine della Madonna rappresenta Nostra Signora di Vauquois, patrona della parrocchia di Vauquois, con il dito alzato a indicare la vittoria. La campagna incurvata rappresenta la cima del colle di Vauquois e ricorda il sacrificio dei soldati francesi che hanno combattuto per conquistarla.
Ornamenti esteriori: lo stemma di Orléans che ha partecipato alla ricostruzione del paese dopo il 1918, lo scudo con il simbolo dell'Unione Europea e l'emblema del 46º reggimento di fanteria francese (46e RI) che combatté a Vauquois nel 1914-18.

### Onorificenze
- Croix de guerre 1914-1918

## Società

### Evoluzione demografica
Abitanti censiti